# Torghay Üstirti
Torghay Üstirti är en platå i Kazakstan.   Den ligger i oblystet Aqtöbe, i den centrala delen av landet, 700 km väster om huvudstaden Astana.